# Station Janówek
Station Janówek is een spoorwegstation in de Poolse plaats Janówek Pierwszy.